# Манетти, Джузеппе (скрипач)
Джузеппе Манетти (итал. Giuseppe Manetti; 19 марта 1802, Болонья — 9 мая 1858, Болонья) — итальянский скрипач.
Утверждается, что Манетти был сыном болонского портного и некоей юной мексиканки, от которой унаследовал буйный и неукротимый характер.
Окончил Болонский музыкальный лицей (1819), ученик Феличе Радикати. В свою очередь, сам преподавал в лицее с 1839 г. и до конца жизни, его ведущим учеником был Карло Верарди — вместе они считаются подлинными основоположниками болонской скрипичной школы. Был концертмейстером и дирижёром Муниципального театра Болоньи (в тот период, когда эти два поста ещё не были вполне разделены).